# 슈리 (마블 코믹스)
슈리(Shuri)는 마블 코믹스에 등장하는 인물이다. 가상의 아프리카 왕국인 와칸다의 공주이다.

## 담당 배우

### 영화
- 블랙 팬서 (2018) - 러티샤 라이트
- 어벤져스: 인피니티 워 (2018) - 러티샤 라이트
- 어벤져스: 엔드게임 (2019) - 러티샤 라이트